# John Salisbury
John Salisbury   (Birmingham, 26 de gener de 1934) és un atleta anglès, ja retirat, especialista en els 400 metres, que va competir durant les dècades de 1950 i 1960.
El 1956 va prendre part en els Jocs Olímpics de Melbourne, on disputà dues proves del programa d'atletisme. Formant equip amb Francis Higgins, Derek Johnson i Michael Wheeler guanyà la de bronze en els 4x400 metres, mentre en els 400 metres, quedà eliminat en semifinals.
En el seu palmarès també destaquen una medalla d'or i una de plata en els 4x400 metres i 400 metres respectivament del Campionat d'Europa d'atletisme de 1958. Als Jocs de l'Imperi Britànic i de la Comunitat de 1958 va guanyar una medalla de plata en els 4x400 iardes. Guanyà el campionat nacional de les 440 iardes de 1958. Va millorar en dues ocasions el rècord nacional dels 4x400 metres.

## Millors marques
- 400 metres. 46.7" (1958)[1][5]